# Teresa Claramunt i Adell
Teresa Claramunt i Adell (Calaceit, Matarranya, 1961) és una narradora i filòloga de la Franja de Ponent.
Llicenciada en filologia hispànica, és professora d'ensenyament secundari. Investigadora en contes tradicionals i autora de guies de lectura i articles de poesia, és l'autora de la narració juvenil Vora el fiord (2004) i editora de la col·lecció Contalles: així parlem a les comarques de la Franja (1985).

## Publicacions[5]
- Contalles: així parlem a les comarques de la Franja (1985)
- Manuel Derqui, La ciudad (1993)
- Vora el fiord (2011)